# Gani
Gani (riportato anche come Gane o Ghani) è un villaggio del Botswana situato nel distretto Nordoccidentale, sottodistretto di Ngamiland West. Il villaggio, secondo il censimento del 2001 aveva 480 abitanti, in quello del 2011, conta 727 abitanti.